# مداهمات السلط 2018
مداهمات السلط هي عمليات مداهمة تمت في مدينة السلط في تاريخ 11 آب 2018 لمدة تراوحت بين 12 - 14 ساعة للقبض على عناصر ينتمون فكريا لتنظيم الدولة، حيث بدأت العملية مساء يوم السبت 11 آب 2018 حيث قامت قوات الدرك والمخابرات بمهاجمة البناية التي كان عناصر التنظيم قد اتخذوها مقراً لهم.

## الخلفية
على إثر زرع عبوة ناسفة أسفل سيارة تابعة للدرك الأردني قرب موقع مهرجان الفحيص، قامت قوات الدرك بمداهمة أماكن المنفذين في شرق مدينة السلط في منطقة نقب الدبور.

## الأحداث
بدأت العملية بالطلب من قاطني البناية المشتبه بهم تسليم أنفسهم، إلا أنهم ردوا بإطلاق النار الكثيف، فردت عليهم القوات الأمنية. وعندما تمكنت القوات الأمنية الأردنية من دخول البناية قام المتحصنون بداخلها بتفجير جزء منها مما أدى لإصابات في صفوف الأمنين والمدنيين. وقد تلا ذلك إطلاق رصاص بين الطرفين بين الحين والآخر مما أدى استشهاد 4 عناصر أمنية أردنية والقبض على 5 من المتحصنين في البناية. وقد تخلل ذلك عمل للأجهزة المختصة بالبحث عن المفخخات، كما عمل جهاز الدفاع المدني لاحقاً على التأكد من خلو الأنقاض من الجثث أو المصابين.

## النتائج
أدت العملية إلى مقتل 4 أمنيين أردنيين  وإصابة أكثر من 20 آخرين بين أمني ومدني. كما أدت العملية إلى القبض على 5 عناصر مشتبه بها أنها متورطة بهجوم الفحيص.